# عبد القادر الخياطي
عبد القادر الخياطي هو لاعب كرة قدم مغربي سابق من مواليد سنة 1945، شارك مع المنتخب المغربي في كأس العالم لكرة القدم 1970.

## روابط خارجية
- عبد القادر الخياطي على موقع الاتحاد الدولي (مؤرشف)  (الإنجليزية)
- عبد القادر الخياطي على موقع قاعدة بيانات كرة القدم.إي يو (الإنجليزية)